# Leonid Sergejewitsch Glikman
Leonid Sergeevich Glikman, L. S. Glikman
Leonid Sergejewitsch Glikman (ou Leonid Glikman, L. S. Glikman, L. S. Glykman, Leonid Sergeyevich Glikman, Leonid Sergejewitsch Glikman, Leonid Sergeevich Glikman), russe : Гликман, Леонид Сергеевич, né le 23 janvier 1929 à Léningrad, mort le 31 janvier 2000 à Saint-Pétersbourg, est un paléontologue et ichtyologiste russe. 
Dans ses publications scientifiques, il a préféré la translittération Glickman ou Glückman de son nom de famille. Ses recherches portent sur les requins du Crétacé et du Cénozoïque.

## Biographie
Leonid Glikman est le fils du chimiste Sergei Abramovich Glikman (1892–1966). En 1939, la famille déménage de Léningrad à Kiev. Au début de la guerre germano-soviétique en 1941, ils sont évacués vers Tachkent en Ouzbékistan. De 1945 à 1950, les Glikman (père et fils) vivent à Saratov, où Leonid obtient son diplôme d'études secondaires et entreprend un diplôme de quatre ans à la Faculté de biologie de l'université d'État de Saratov. 

### Formation
En 1945, à l'âge de 16 ans, Leonid Glikman commence à collecter des fossiles de vertébrés du Crétacé supérieur près de Saratov. En 1950, il s'installe à l'université d'État de Léningrad, qu'il quitte en 1952 avec une thèse de troisième cycle sur les vertébrés marins du Crétacé supérieur dans la région de Saratov-Volga. 

### Activités
En 1953, Leonid Glikman publie son premier travail scientifique sur sa collection de poissons cartilagineux, qui se composait de 10 000 à 40 000 spécimens individuels. De 1952 à 1963, il est membre du personnel du musée géologique du nom d'Alexander Petrovich Karpinsky, qui, après 1967, devient une partie de l'Institut de géologie et de géochronologie précambriennes de Léningrad. 
Les recherches de Glikman se concentrent principalement sur l'ordre du Crétacé et du Cénozoïque du requin maquereau (Lamniformes). Il mène des travaux de terrain intensifs dans toute l'URSS, en particulier en Russie européenne, en Ukraine, dans la péninsule de Crimée, dans l'ouest du Kazakhstan, dans la péninsule de Mangyshlak, au Turkménistan, dans la vallée de Ferghana et dans la région de la mer d'Aral. Il rassemble une grande collection de dents de requins (la plus grande collection de dents de requins fossiles en Union soviétique, avec environ 200 000 spécimens individuels) des périodes crétacée et cénozoïque, qui est maintenant conservée au musée d'État de Darwin à Moscou. En 1958, Glikman obtient son doctorat en sciences avec une thèse sur la classification des requins.
En 1964, la première monographie de Glikman Akuly paleogena i ich stratigrafičeskoe značenie (Requins du Paléogène et leur signification stratigraphique) est publiée,. La même année, il écrit le chapitre sur les branchies de la plaque dans le onzième volume de la série de livres Osnovy Paleontologii (Fondements de la paléontologie) du paléontologue Dmitri Vladimirovich Obruchev (d) (1900–1970).
Glikman décrit plusieurs genres fossiles de requins, notamment Macrorhizodus (en), Striatolamia, Paraisurus (en), Pseudoisurus, Paraorthacodus (en), Cretolamna et Eostriatolamia (en). En 1958, il présente la famille des Cretoxyrhinidae et en 1964 la famille des Otodontidae, qui peut également comprendre Megalodon.
De 1970 à 1982, Glikman est membre du personnel de l'Institut de biologie marine de la branche extrême-orientale de l'Académie soviétique des sciences à Vladivostok. Là-bas, il mène des études morphologiques sur le saumon de la péninsule du Kamtchatka. En 1980, sa monographie Ėvoli︠u︡t︠s︡ii︠a︡ melovykh i kaĭnozoĭskikh lamnoidnykh akul (Évolution des requins lamnoïdes du Crétacé et du Cénozoïque) est publiée. De 1982 jusqu'à sa mort en janvier 2000, Glikman vit à Léningrad (ville rebaptisée Saint-Pétersbourg après 1991) avec des opportunités de recherche très limitées. En 1999, à l'âge de 70 ans, il entreprend sa dernière excursion paléontologique dans l'ouest du Kazakhstan.

## Hommages taxonomiques
Les taxons suivants ont été nommés en l'honneur de Leonid Glikman :
- genres squameux fossiles :
  - Glickmanodus Nessov et al., 1997[4],[5]
  - Glikmania Case et al., 1996[6],[7],
  - Glikmanius Ginter et al., 2005[8],[9]
  - Glueckmanotodus Zhelezko, 1999[10],[11]
- espèce de souris fossile :
  - Aralomys glikmani Vorontsov, 1963[12],[13] (espèce reclassée par la suite dans le genre Tachyoryctoides)